# کلاریس استارلینگ
کلاریس استارلینگ یکی از شخصیت‌های رمان و فیلم های سکوت بره ها و هانیبال می‌باشد که ایفاگر آن در فیلم سکوت بره‌ها ، جودی فاستر و در هانیبال ، جولیان مور بود.

## زندگی نامه
توماس هریس از زمان تولد وی اطلاعی نمی دهد ولی می دانیم که در سکوت بره ها او دانشجوی افسری اف بی آی است.او در ویرجینیای غربی متولد شده است.
پدر او رییس پلیس شهر بود.او علاقه زیادی به پدرش داشت و با او زندگی می کرد
مادرش وقتی که خیلی کوچک بود مرد و پدرش در یک درگیری مسلحانه با دو دزد کشته شد.

## شخصیت شناسی
کلاریس با آرزوی تحقق عدالت به اف بی آی می پیوندد.
او شخصیت شکننده ای دارد ولی آن را با پوسته پلیسی اش تحت حفاظت قرار میدهد
او مصمم و با اراده است